# دانوت لوبو
دانوت لوبو (بالرومانية: Dănuț Lupu)‏ (مواليد 27 فبراير 1967) هو لاعب كرة قدم. يلعب مع منتخب رومانيا لكرة القدم. سبق له أن لعب في كأس العالم لكرة القدم مع منتخب بلاده.

## روابط خارجية
- دانوت لوبو على موقع الاتحاد الدولي (مؤرشف)  (الإنجليزية)
- دانوت لوبو على موقع قاعدة بيانات كرة القدم.إي يو (الإنجليزية)
- دانوت لوبو على موقع ناشيونال فوتبول تيمز (الإنجليزية)